# KomKor
KomKor, auch Komkor, ist die Kurzbezeichnung für Komandir korpussa (russisch комкор / командир корпуса; englisch commander of the corps / corps commander) und steht für Korpskommandant, Korpsführer oder Korpskommandeur. Es handelte sich dabei um einen sogenannten „personengebundenen militärischen Rang“ der Streitkräfte der Sowjetunion.
KomKor war aber auch die Dienststellungsbezeichnung für den nominellen Inhaber der Befehls- und Kommandogewalt über einen Großverband als Kommandierender General eines Armeekorps im Sinne eines militärischen Großverbands.
Der KomKor war bis 1940 der vierthöchste militärische Rang der Roten Arbeiter- und Bauernarmee (RABA) der Sowjetunion, der nach heutigem Verständnis dem NATO-Rang OF-8 entsprechen würde. Das Äquivalent dazu in der Seekriegsflotte der UdSSR war der „Flagmann I. Klasse“ (russ.: флагман 1-го ранга). Mit der Wiedereinführung der üblichen Rangbezeichnung der Generalität war die Bezeichnung KomKor überholt und wurde aufgegeben.

## Geschichte

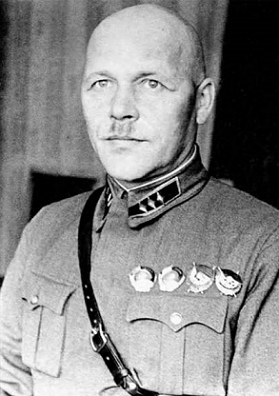
Dmitri Grigorjewitsch Pawlow als KomKor (1938)

Mit Gründung der Sowjetunion wurden die bisherigen Rangbezeichnungen und Dienstgradabzeichen der Kaiserlich Russischen Armee abgeschafft. Da jedoch aus operationellen Erwägungen systemneutral geeignete Lösungen zwingend erforderlich waren, wurden diesbezüglich entsprechende Festlegungen getroffen. Zunächst wurden Bezeichnungen gewählt, die dem entsprechenden Kommando, beziehungsweise der Bedeutung des betreffenden militärischen Großverbands entsprachen und angemessen schienen. Andererseits geboten Erfahrungen aus dem Bürgerkrieg, Erkenntnisse der Militärwissenschaft bezüglich Gliederung und Bezeichnung militärischer Verbände zu berücksichtigen. So kam es im Bereich der Großverbände zu folgender Rangfolge.
- Führungsebene Brigade X: KomBrig (Brigadier – OF6)
- Führungsebene Division XX: KomDiw (Divisionär – OF7)
- Führungsebene Korps XXX: KomKor (Korpskommandant – OF8)
- Führungsebene Armee XXXX: KomandArm II (Heerführer II. Klasse – Befehlshaber Armee OF9)
- Führungsebene Front XXXXX: KomandArm I (Heerführer I. Klasse – Befehlshaber Front OF9)

Damit wurden die ab 1918 eingeführten offiziellen Bezeichnungen, wie beispielsweise „Rotarmist“ (russisch: Krasnoarmeez) ersetzt, aus denen sich Bezeichnungen wie „KrasKom“ (Langform: Krasny Kommdir) bis hin zu „KomandArm“ (Langform: Kommandujuschtschi Armii) im militärischen Alltagsgebrauch sukzessive entwickelt hatten. Festgelegte Rangkategorien gab es ab 1920, die bis 1924 beibehalten wurden.
Am 7. Mai 1940 lief dieser OF8 Rang aus, wurde jedoch gleichzeitig mit Einführung der alten Generals- und Admiralsränge unter der Rangbezeichnung Generaloberst OF8 wieder eröffnet.
Die Dienstgradabzeichen wurden noch bis zur Wiedereinführung der Schulterstücke im Jahre 1943 beibehalten. Insbesondere die Kragenabzeichen wurden zum Teil noch weiter genutzt bzw. aufgetragen. Mit Einführung der Kragenstickerei für General wurden auch diese ersetzt.

## Politkommissare
Mit dem Wechsel zu den traditionellen Bezeichnungen für Generalsränge OF6 bis OF9 wurden auch Rangbezeichnungen für die Politkommissare – eine Besonderheit der Roten Armee und der Sowjetischen Marine – ausgewiesen. Ab 22. Juni 1941 lautete die Rangfolge:
- Führungsebene Brigade X: Brigadekommissar – OF6  (russ.: бригадный комиссар)
- Führungsebene Division XX: Divisionskommissar – OF7 (russ.: дивизионный комиссар)
- Führungsebene Korps XXX: Korpskommissar – OF8 (russ.: корпусный комиссар)
- Führungsebene Armee XXXX: Armeekommissar II. Klasse – OF9  (russ.: армейский комиссар 2-го ранга)
- Führungsebene Front XXXXX: Armeekommissar I. Klasse – OF9 (russ.: армейский комиссар 1-го ранга)

Politkommissare Heer (Landstreitkräfte) und Luftwaffe (Luftstreitkräfte/Luftverteidigung) trugen generell die der Führungsebene entsprechenden Dienstgradabzeichen.